# Domenico Passuello
Domenico Passuello (* 24. März 1978 in Livorno) ist ein italienischer Triathlet, Ironman-Sieger (2015) und zweifacher sowie amtierender Staatsmeister Duathlon (2021, 2022). Er wird in der Bestenliste italienischer Triathleten auf der Ironman-Distanz geführt.

## Werdegang
Domenico Passuello war bis 2005 im Radsport aktiv.
Nach einer vierjährigen Pause begann er 2009 mit dem Triathlon-Sport und er startet heute auf der Halb- und Langdistanz. Im Mai 2014 gewann er die Halbdistanz in Rimini und im Oktober auch auf Sardinien.
2015 startet er für das neu gegründete Bahrain Elite Endurance Triathlon Team, welches von Chris McCormack geleitet wird.
Im April 2015 konnte Domenico Passuello die Erstaustragung des Ironman Taiwan für sich entscheiden (3,86 km Schwimmen, 180,2 km Radfahren und 42,195 km Laufen).
Im Mai 2021 wurde der 43-Jährige italienischer Meister Duathlon und er konnte diesen Titel im April 2022 erfolgreich verteidigen.

## Sportliche Erfolge
| Datum/Jahr    | Rang | Wettbewerb            | Austragungsort | Zeit     | Bemerkung          |
| ------------- | ---- | --------------------- | -------------- | -------- | ------------------ |
| 31. Aug. 2014 | 22   | Hy-Vee Triathlon 5150 | Des Moines     | 01:50:15 | U.S. Championships |

| Datum/Jahr    | Rang | Wettbewerb                                           | Austragungsort       | Zeit     | Bemerkung |
| ------------- | ---- | ---------------------------------------------------- | -------------------- | -------- | --- |
| 27. Apr. 2019 | 3    | Ironman 70.3 Marbella                                | Marbella             | 04:03:40 | |
| 24. Sep. 2016 | 3    | Ironman 70.3 Lanzarote                               | Lanzarote            | 04:15:43 | [ 3 ] |
| 5. Dez. 2015  | 10   | Ironman 70.3 Bahrain                                 | Manama               | 03:19:10 | drittes Rennen der „Challenge Triple-Crown-Serie“ – das Rennen musste witterungsbedingt als Duathlon ausgetragen werden |
| 5. Apr. 2015  | 1    | Ironman 70.3 Putrajaya                               | Putrajaya            | 03:58:17 | |
| 27. Feb. 2015 | 7    | Challenge Dubai                                      | Dubai                | 03:48:04 | beim ersten Rennen der „Challenge Triple-Crown-Serie“                                                                   |
| 21. Feb. 2015 | 1    | Challenge Philippines                                | Morong               | 04:04:22 | |
| 26. Okt. 2014 | 1    | Challenge Sardinien                                  | Forte Village        | 03:56:24 | Sieger auf der Halbdistanz                                                                                              |
| 7. Sep. 2014  | 21   | Ironman 70.3 World Championship                      | Mont-Tremblant       | 03:55:09 | Ironman-70.3-Weltmeisterschaft                                                                                          |
| 11. Mai 2014  | 1    | Challenge Rimini                                     | Rimini               | 04:03:01 | Sieger auf der Halbdistanz                                                                                              |
| 5. Okt. 2013  | 3    | Ironman 70.3 Lanzarote                               | Lanzarote            | 04:12:45 | |
| 5. Mai 2013   | 2    | ITA Middle Distance Triathlon National Championships | Barberino di Mugello | 03:55:33 | Vize-Staatsmeister Mitteldistanz                                                                                        |
| 22. Jan. 2012 | 3    | Ironman 70.3 South Africa                            | Buffalo City         | 04:18:37 | |
| 4. Okt. 2009  | 2    | Ironman 70.3 Putrajaya                               | Putrajaya            |          | zweiter Rang hinter dem Tschechen Jan Řehula                                                                            |

| Datum/Jahr    | Rang | Wettbewerb                                         | Austragungsort | Zeit     | Bemerkung          |
| ------------- | ---- | -------------------------------------------------- | -------------- | -------- | ------------------ |
| 22. Sep. 2018 | 7    | Ironman Italy                                      | Cervia         | 09:38:33 |                    |
| 12. Apr. 2015 | 1    | Ironman Taiwan                                     | Kenting        | 08:25:55 |                    |
| 30. März 2014 | 3    | Ironman Los Cabos                                  | Los Cabos      | 08:34:18 | [ 7 ]              |
| 31. Juli 2011 | 4    | Ironman UK                                         | Bolton         |          |                    |
| 26. Juni 2011 | 7    | Ironman France                                     | Nizza          |          |                    |
| 15. Mai 2011  | 2    | ITA Long Distance Triathlon National Championships | Candia         | 05:43:52 | Vize-Staatsmeister |
| 1. Aug. 2010  | 7    | Ironman Regensburg                                 | Regensburg     | 08:13:37 |                    |

| Datum/Jahr   | Rang | Wettbewerb                                          | Austragungsort | Zeit     | Bemerkung                      |
| ------------ | ---- | --------------------------------------------------- | -------------- | -------- | ------------------------------ |
| 3. Apr. 2022 | 1    | ITA Duathlon National Championships                 | Pesaro         | 01:48:25 | Italienischer Meister Duathlon |
| 23. Mai 2021 | 1    | ITA Duathlon National Championships                 | Pesaro         | 01:47:55 | Italienischer Meister Duathlon |
| 4. März 2018 | 8    | ESP Middle Distance Duathlon National Championships | Orihuela       | 03:05:33 |                                |

(DNF – Did Not Finish)